# 上田晃
上田 晃（うえだ あきら）は日本のゲームクリエイター。1970年東京都生まれ。有限会社アウディオ代表取締役。

## 略歴
スクウェアを経て、ラブデリックに参加。1999年より2005年までグラスホッパー・マニファクチュアに在籍。2006年にアウディオを設立。

## 作品
- ファイナルファンタジーIV：サウンドエフェクト
- ロマンシング サ・ガ：フィールドマップ・デザイン、サウンドエフェクト
- 半熟英雄 ああ、世界よ半熟なれ…!! :サウンドエフェクト
- 聖剣伝説2：背景、マップ、ワールドマップデザイン
- スーパーマリオRPG：背景、マップ、企画（一部）
- moon：全背景、マップ、システム画面、企画・MD（一部）
- UFO -A day in the life-：背景、マップ、システム画面
- 花と太陽と雨と：3Dマップデザイン
- シャイニング・ソウル：ディレクション、企画、全背景、マップ、システム画面
- シャイニング・ソウル2：ディレクション、企画、シナリオ、全背景、マップ、システム画面
- michigan：ディレクター、ゲームシステムディレクター
- Contact：ディレクション、企画、シナリオ、背景、マップ、システム画面
- デルトラクエスト 7つの宝石：ディレクション
- 魔人探偵脳噛ネウロ ネウロと弥子の美食三昧推理つき グルメ&ミステリー：ゲームデザイン
- サクラノート 〜いまにつながるみらい〜：ゲームデザイン
- KORG M01：画面デザイン
- iYM2151：画面デザイン
- 電波人間のRPG2：グラフィックデザイン
- ペーパーマリオ スーパーシール：企画（一部）
- 豆しばパズル：グラフィックデザイン
- テラバトル：バックグラウンド・モンスターデザイン（一部）
- KORG iDS-10：画面デザイン